# コート (スポーツ)
各競技のルール、戦略の詳細はそれぞれの競技の項目を参照してください。

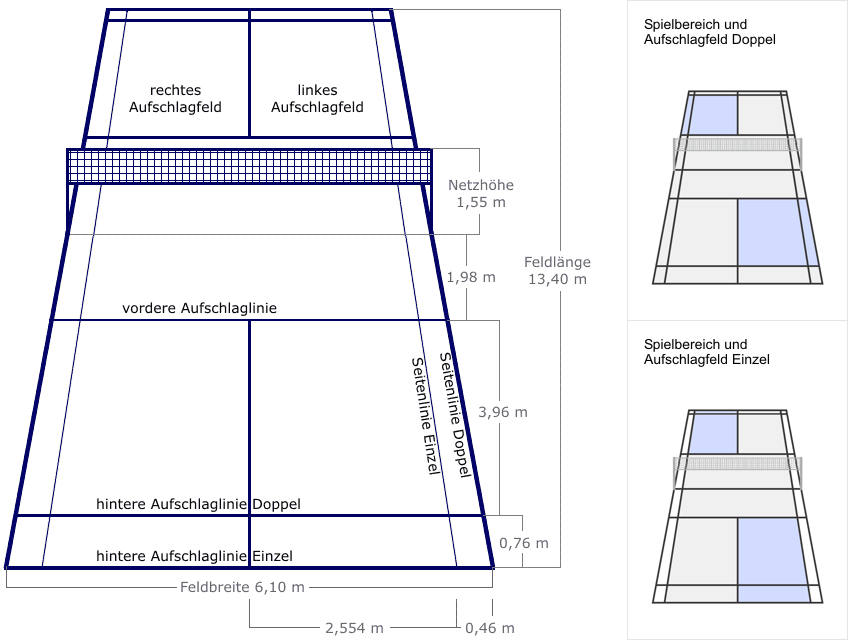
コートの例（バドミントン）。外側の線までがコートと呼ばれる範囲である。

コート（英: Court）とは、ピックルボール、テニス、バレーボール、バスケットボールなどのスポーツにおいて競技を行うために用意される試合場。対戦形式で行われる中規模までの球技で用いられることが多い。サッカー、ラグビー、クリケットなどの球技ではフィールド、グラウンド、ピッチなどと呼ぶのが一般的である。陸上競技、水泳、格闘技などでもコートの呼称は用いられない。
狭義では外側の線の内側の事を示し、広義では競技が行われる広場、公園などの施設を示し、受付やロッカールーム等の設備も含む。

## 概要
中世フランスにはラケット・スポーツの原型と言われるジュ・ディ・ポーム（Jeu de paume）があり、特に試合が盛んに行われたのが裁判も行われた修道院の中庭であったこと（法廷＝court）が語源になっている。
コートはそれぞれの競技にあわせて専用の物が用意される。地面（もしくは床面）に引かれた線により、コートの内と外、あるいは自陣と敵陣とを区別する。競技の運営を容易にするために、補助的な線が引かれる場合が多い。陣を区切るネットや、得点の対象となるゴールなどが設置されることもある。
コートによって競技が行われる場が明確に定義され、競技中は競技者、審判以外はコート内に侵入できないのが普通である。多くの球技において、コート外にボールを出すことは失点、攻撃権の移動などのペナルティの対象となる。競技者がコートから出ること、敵陣に侵入することに対してペナルティが課される競技もある。

## 競技別のコート

### バスケットボールコート
バスケットボールに用いられるコートは、屋内の場合はメイプルなどの木材で作られた、磨き上げられた床面に設置される。屋外では、アスファルトか、それに類する素材が用いられる。バスケットボールコートは長手方向、左右方向のいずれにも対称である。
バスケットボールコートには、いくつかのサイズがある。NBAで用いられるものは、長さ28.65メートル（94フィート）、幅15.24メートル（50フィート）。FIBA規格のものは若干小さく、長さ28メートル、幅15メートルである。公式試合でなければ、場所によっては、さらに小さいコートを用いることもある。
フリースローレーンは幅12フィート、長さ15フィート。フリースローラインから3ポイントシュートラインまでは4フィート9インチ。エンドラインからバックボードまでは4フィート。ジャンプボールが行われるセンターサークルは直径12フィート。
3ポイントラインまでの距離は、バスケットボール史上で2度、変更が加えられている。1979年-1980年のシーズンに、本来の23フィート9インチに戻された。なお、大学の試合では19フィート9インチ、国際試合では20フィート6インチが採用される。
ハーフコートのルールでは、シュートごとにセンターサークルから試合が再開される。

### スカッシュコート
スカッシュコートのサイズについては、日本スカッシュ協会の規定による。
スカッシュのコートは、幅6.4メートル、奥行き9.8メートルの床を持ち、高さ約5.6メートル以上の天井を持つ四方を壁で囲まれた空間に設置される。前後左右、すべての壁面にはアウトオブコートラインが引かれ、この線より下の壁面とすべての床面がコートとなる。アウトオブコートラインは、前方の壁では高さ4.57メートル、後方では2.13メートルの高さの水平線であり、左右の壁には二つの水平線を繋いだ直線が引かれる。
前方の壁には1.83メートルの高さにサービスラインが引かれ、サービスはこの線とアウトオブコートラインの間に打ち込まなければならない。前方の壁の下から0.48メートルまでの範囲をティンと呼び、これはテニスなどにおけるネットに相当する。